# Lycodryas inornatus
Espèce
Synonymes
- Stenophis inornatus Boulenger, 1896

Statut de conservation UICN

 VU B1ab(iii) : Vulnérable
Lycodryas inornatus est une espèce de serpents de la famille des Lamprophiidae. 

## Répartition
Cette espèce est endémique du Sud-Ouest de Madagascar.

## Publication originale
- Boulenger, 1896 : Catalogue of the snakes in the British Museum. London, Taylor & Francis, vol. 3, p. 1-727 (texte intégral).